# The Mysterious Mr. Quin
The Mysterious Mr. Quin (O misterioso Sr. Quin ou O misterioso Mr. Quin, no Brasil / O misterioso Mr. Quin, em Portugal) é um livro composto por doze contos escritos por Agatha Christie, publicado em 1930.

## Enredo
Sr. Satterthwaite é um velho senhor inglês que se considera uma pessoa que escuta, um observador, um espectador dos dramas da vida. O papel dele torna-se ativo quando conhece o misterioso Sr. Quin, que o ensina a refletir e agir com base na análise que faz sobre as situações observadas.
O livro é constituído de doze contos que apresentam não somente crimes em que se deve descobrir o assassino, mas também crimes que devem ser evitados, desaparecimentos que devem ser revelados e diversos tipos de situações misteriosas que devem ser compreendidas.
O Sr. Quin aparece ao Sr. Satterthwaite nestas situações e, com suas perguntas e comentários, ajuda-o a pensar e desvendar os mistérios que se apresentam.
O Sr. Harley Quin é uma alusão ao personagem Arlequim, que, na pantomima inglesa, é um espírito invisível a todos, menos à sua fiel Colombina e tem o papel de girar pelo mundo destruindo os estratagemas desonestos arquitetados pelo Pierrot.
A maioria das histórias tem um clima espiritual e reflexivo, até teatral. Não é um livro típico da autora e pode aborrecer leitores mais impacientes.

## Contos que compõem a obra
1. The Coming of Mr. Quin (A Chegada do Sr. Quin)
2. The Shadow on the Glass (A Sombra na Vidraça)
3. At the Bells and Motley (Na Estalagem Bells e Motley)
4. The Sign in the Sky (O Sinal no Céu)
5. The Soul of the Croupier (A Paixão do Crupiê)
6. The Man From The Sea (O Homem que Veio do Mar)
7. The Voice in the Dark (A Voz no Escuro)
8. The Face of Helen (O Rosto de Helena)
9. The Dead Harlequin (O Arlequim Morto)
10. The Bird With The Broken Wing (O Pássaro de Asa Quebrada)
11. The World's End (O Fim do Mundo)
12. Harlequin's Lane (Alameda do Arlequim)